# Islote de Spano
Islote de Spano (en francés: Îlot de Spano; en corso: isula di Spanu) es una pequeña isla bañada por el mar Mediterráneo, situada en la comuna de Lumio, en el departamento de Alta Córcega, en Córcega (Francia).
La isla se encuentra al noroeste de Lumio, a menos de cien metros del cabo de Spano. Cierra el norte del golfo de Calvi, cerrado en el otro extremo por la punta de la Revellata. Desde su posición, está sujeto a los vientos predominantes del norte y del oeste (Mistral y Libeccio). La isla es alargada, y tiene un pequeño islote al norte.